# Иран и вторжение России на Украину
С начала вторжения России на Украину в 2022 году начала появляться информация о вовлечении в этот конфликт Ирана.

## Реакция на начало вторжения

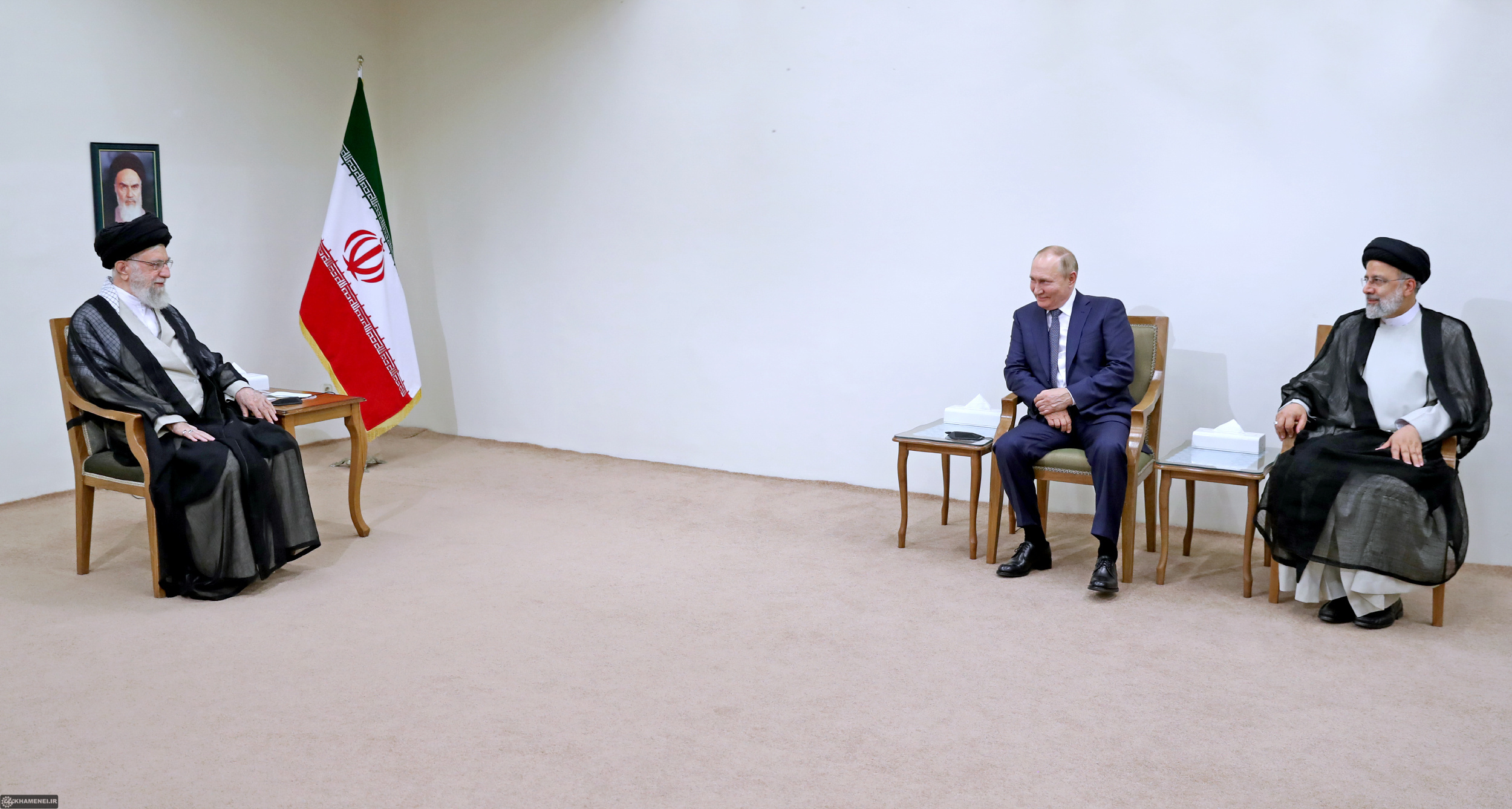
Встреча президента РФ Владимира Путина с высшим руководителем Ирана Али Хаменеи и президентом Ирана Ибрахимом Раиси в Тегеране 19 июля 2022 года

Иран и Россия выступали в качестве союзников в гражданской войне в Сирии, воюя на стороне режима Башара Асада, их сближение началось не позднее 2015 года. Согласно интервью лидера «Хезболлы» Хасана Насраллы изданию Al Mayadeen, именно визит архитектора внешней военной стратегии Ирана Касема Сулеймани в Москву в 2015 году стал одним из решающих факторов, сподвигнувших Россию вступить в войну в Сирии на стороне правительства Асада.
Согласно оценкам обозревателей, до лета 2022 года Иран занимал позицию нейтралитета в отношении войны на Украине, в какой-то степени схожую с позициями Китая и Индии. Министр иностранных дел Ирана в своих заявлениях утверждал, что причиной начала войны послужили «провокации НАТО», но не рассматривал её как решение этой проблемы, отмечая, что необходимы прекращение огня и сосредоточение внимания на политическом и демократическом решении. В то же время президент Ирана Ибрахим Раиси звонил Владимиру Путину с выражением поддержки гарантий прекращения расширения НАТО. Однако 19 июля, во время визита Путина, высший руководитель Ирана Али Хаменеи всё же назвал действия Кремля против Украины «превентивными мерами», прямо изменив официальную позицию на пророссийскую. Ещё до этого стороны России придерживались некоторые иранские СМИ.

## Усиление экономического сотрудничества на фоне вторжения
Различными СМИ отмечалось, что до 7 марта 2022 года Иран был мировым лидером по количеству наложенных санкций. Однако после вторжения на Украину Россия по числу физических и юридических лиц, находящихся под санкциями, опередила Иран, Венесуэлу, Мьянму и Кубу вместе взятых.
На фоне вторжения укрепилось экономическое сотрудничество между Ираном и Россией. Так, по данным агентства Tasnim, на начало октября экспорт товаров из Ирана в Россию вырос на 70 %. А товарооборот между странами за восемь месяцев 2022 года вырос почти на 40 %. По оценке «Настоящего времени» обе стороны не скрывали, что это стало следствием санкций, наложенных на Россию США и ЕС.
В июле 2022 года, во время визита Владимира Путина в Тегеран, между Ираном и Россией был заключен договор о стратегическом партнёрстве. 1 ноября заместитель председателя правительства Российской Федерации Александр Новак заявил, что Россия начала поставки нефтепродуктов в Иран, а российская корпорация «Газпром» инвестирует в нефтегазовый сектор Ирана 40 млрд долларов. В Россию, по его словам, будут экспортироваться иранские автомобили, запчасти и авиадетали. Кроме того, была достигнута договорённость о подписании Ираном соглашения о зоне свободной торговли с Евразийским экономическим союзом.
На фоне вторжения усилилась военно-экономическое сторудничество между странами. В отчёте Института изучения войны (ISW), опубликованном в мае 2023 года, его эксперты обратили внимание на сообщение о намерении Москвы приобрести дополнительные беспилотники в Иране – после того, как российские военные использовали для атак на украинскую инфраструктуру большинство из 400 иранских беспилотников, приобретенных с августа 2022 года. В свою очередь иранские СМИ сообщили о получении первой партии российских многоцелевых истребителей Су-35.
Также, по данным, иранских СМИ, в июле 2022 года Россия и Иран приняли решение подписать меморандум о сотрудничестве в сфере авиации — он, в частности, предусматривает экспорт в Россию деталей и оборудования для самолётов, произведенных в Иране, а также ремонт и техническую поддержку российских авиалайнеров иранскими компаниями. Согласно информации источников РБК, в апреле 2023 года «Аэрофлот» из-за санкций впервые в истории компании отправил свой самолёт Airbus A330-300 на ремонт в Иран, где воздушное судно обслуживали технические специалисты крупнейшего иранского перевозчика Mahan Air.

## Участие Ирана во вторжении
Согласно оценке анонимного высокопоставленного чиновника Исполнительного офиса президента США, данной изданию The New Yorker в начале ноября 2022 года, Иран был полностью вовлечен в войну на Украине. Причём вмешательство Ирана было стратегическим решением, приносящим, на тот момент, лишь ограниченную или минимальную финансовую выгоду, и одобренным высшим руководителем Али Хаменеи, президентом Ибрагимом Раиси и Высшим советом национальной безопасности.

### Поставки вооружений России

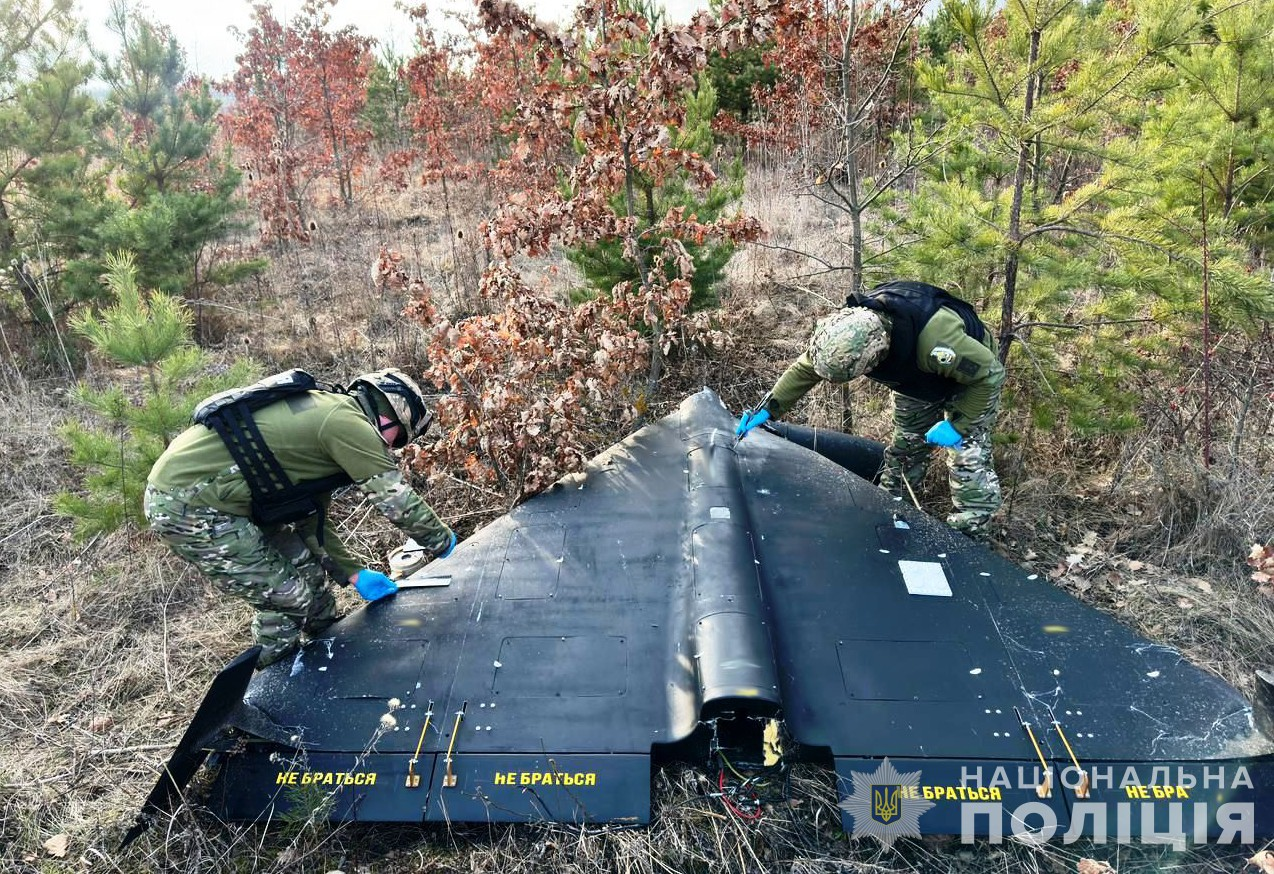
Беспилотник «Герань» («Шахед»), найденный в Винницкой области Украины после одной из российских атак

В июле 2022 года Исполнительный офис президента США объявил о том, что Россия собирается приобрести беспилотники у Ирана на фоне острой нехватки поставок собственных БПЛА, вызванной войной на Украине и западными санкциями. Спутниковые снимки, сделанные в том же месяце, показали, что российская делегация с июня по крайней мере дважды посещала аэродром в центральном Иране, чтобы осмотреть боевые беспилотники. Согласно информации, опубликованной The Washington Post, CNN, «Рейтер», ливанскими СМИ и озвученной официальными представители США, в середине-конце июля россияне заключили соглашение о покупке и приступили к тренировкам с иранскими БПЛА, а уже 19 августа первые беспилотники Qods Mohajer-6, Shahed 129 и Shahed 191 были отправлены в Россию. По данным источника Sky News, передавшего телеканалу спутниковые снимки, в период с 1:00 по 7:00 20 августа два российских Ил-76 вылетели из аэропорта Мехрабад с грузом в 100 беспилотников Shahed 136, 60 Shahed 131 и 6 Mohajer-6. В конце августа появилась первая информация о применении дронов-камикадзе Shahed 136 на Украине, а в сентябре первый такой дрон был сбит украинскими силами в районе Купянска Харьковской области. В дальнейшем эти дроны стали применяться для нанесения массированных ударов по Украине. Согласно данным, озвученным украинской стороной, с момента сбития Shahed под Купянском 13 сентября по 19 октября 2022 года украинские силы сбили 223 БПЛА данной модели. По данным Sky News, в период с 20 августа по ноябрь 2022 года не менее 5 российских самолётов забирали партии дронов из Ирана.
Россия и Иран на официальном уровне отрицали любые обвинения в использовании российскими войсками иранских дронов, однако аятолла Хаменеи в своей речи 19 октября их косвенно признал, сказав: «Когда фотографии иранских беспилотников публиковались несколько лет назад, раздавались слова, что это фотомонтаж. Сейчас эти дроны называют грозными». Также их использование подтвердили иранские чиновники и дипломаты в анонимных комментариях «Рейтер» и, проговорившись во время эфира РБК ТВ, член общественного совета при Минобороны России, директор Центра анализа стратегий и технологий Руслан Пухов. Помимо этого использование данных БПЛА подтверждалось фотографическими доказательствами, данными судебно-медицинской экспертизы, наряду с данными разведок и сообщениями СМИ.
16 октября The Washington Post со ссылкой на «официальных лиц, отвечающих за вопросы безопасности в США и в союзнических странах», сообщил, что Иран «расширяет свою роль поставщика вооружений в Россию». По их информации, посланники Тегерана завершили сделку в Москве 18 сентября, а по состоянию на середину октября уже шли поставки в Россию «двух типов иранских ракет класса «земля — земля» и большого количества беспилотников». Через два дня агентство «Рейтер» процитировало «двух высокопоставленных иранских чиновников и двух иранских дипломатов», которые заявили: «Сделка была одобрена высокопоставленными лицами обеих стран 6 октября, когда Москву посетили первый вице-президент Ирана Мохаммад Мохбер, два чиновника влиятельной Революционной гвардии Ирана и представитель Высшего совета национальной безопасности Ирана». По данным издания, сделка включала ракеты Fateh-110 и Zolfaghar. Согласно сообщению, опубликованному 1 ноября CNN со ссылкой на официальных представителей одной из западных стран, Иран готовился до конца года отправить в Россию около 1000 единиц дополнительного оружия, включая баллистические ракеты малой дальности класса «земля — земля» и большее количество ударных беспилотников, а последняя отправленная до этого партия вооружений включала около 450 беспилотников, которые Россия к тому моменту уже использовала на Украине. Согласно информации, озвученной спикером Воздушных сил Вооружённых сил Украины Юрием Игнатом, закупка ракет у Ирана была вызвана тем, что у России подходил к концу запас ракет типа Искандер-М. По данным, опубликованным Главным управлением разведки Министерства обороны Украины, к началу ноября в Россию должны были отправлены 200 иранских БПЛА Shahed 136, Qods Mohajer-6 и Arash 2. Также, согласно сообщению ГУР МОУ, Иран начал поставлять России шлемы и бронежилеты марки Milad. Новые иранские БПЛА, согласно информации, опубликованной 5 ноября изданием The New Yorker, должны были поставляться в Россию в разобранном виде, а уже там собираться и маркироваться национальными опознавательными символами, чтобы скрыть их происхождение. Bild, в своём материале, опубликованном в тот же день, обратил внимание на прибытие 3 ноября в грузовой терминал московского аэропорта Внуково крупнотоннажного грузового самолёта Ил-76 иранской компании Pouya Air. Его военный эксперт Юлиан Рёпке отметил, что данная авиакомпания, по данным Минфина США, используется иранскими властями для доставки незаконных грузов, за что находится под санкциями. На основании этого был сделан вывод, что в Москву, вероятно, прибыла новая партия иранских дронов-камикадзе Shaheed 136.
5 ноября иранское государственное информационное агентство IRNA опубликовало заявление министра иностранных дел Исламской Республики Иран Хосейна Амира Абдоллахияна, в котором он признал поставки иранских дронов в Россию, но с оговоркой о том, что их было ограниченное количество и поставлялись они до начала войны. За несколько дней до этого он также выразил готовность провести двусторонние встречи с Украиной для обсуждения обвинений в поставках дронов. В ответ президент Украины Владимир Зеленский обвинил Иран во лжи, отметив, что украинские военнослужащие ежедневно сбивают не менее десяти иранских беспилотников, а о том, что «иранские инструкторы учили российских террористов пользоваться дронами», a иранские власти «вообще молчат». В то же время, по данным The Guardian, бывший посол Ирана в России Нематолла Изади намекнул, что Министерство иностранных дел Ирана, возможно, держали в неведении как Кремль, так и иранские военные.
В начале ноября секретарь Совета безопасности России Николай Патрушев прибыл в Иран. Аналитики Института изучения войны полагали, что целю его приезда было обсуждение потенциальной покупки баллистических ракет. По данным Sky News в этот период Тегераном и Москвой была согласована ещё одна сделка по БПЛА на сумму 200 млн евро. 19 ноября, ссылаясь на разведывательные данные, полученные США и другими западными службами безопасности, The Washington Post опубликовала информацию, согласно которой в начале ноября российские и иранские официальные лица завершили сделку о начале производства сотен беспилотных боевых самолётов на территории России. По данным издания, к моменту публикации статьи стороны быстро продвигались к передаче проектов и ключевых компонентов, которые могли позволить начать производство в течение нескольких месяцев. Информаторы The Washington Post отмечали, что лидеры Ирана, в числе прочего, полагали, что смогут избежать новых санкций, если беспилотники будут физически собираться в России.
По информации The Guardian, опубликованной в феврале 2023 года, Иран передал России партию ударных БПЛА многоразового использования. Уже в марте 2023 года Financial Times, ссылаясь на свои источники, сообщил, что Россия воздержалась от закупок иранских баллистических ракет из-за опасений, что после этого США начнут поставку Украине дальнобойных ракет MGM-140 ATACMS. В то же время по данным источника Sky News около 100 миллионов патронов и около 300 тысяч снарядов были перевезены в Россию через Каспийское море двумя грузовыми судами Musa Jalil и Begey, вышедшими из иранского порта под флагами РФ — на двух судах было около 200 контейнеров с оружием, а Россия заплатила за снабжение наличными.
Помимо этого продолжил развиваться проект постройки заводов по производству иранских БПЛА на территории России. По данным Ассошиэйтед Пресс один из таких объектов начал возводиться в особой экономической зоне «Алабуга» в Татарстане. Также эту информацию подтвердили в Исполнительном офисе президента США, опубликовав спутниковые снимки объекта. Официальный представитель Государственного департамента США Джон Кёрби дал прогноз, согласно которому производство может заработать уже к концу 2024 года. По данным США параллельно с поставками оборудования для завода Иран продолжил и поставки произведённых у себя дронов по устоявшейся схеме.
В феврале 2024 года «Рейтер», ссылаясь на анонимные иранские источники, заявил о поставке России около 400 иранских ракет, включая баллистические Fateh-110 и Zolfaghar, и запланированных в дальнейшем поставках аналогичных вооружений.

### Отправка советников в зону конфликта

Эмблема Корпуса стражей исламской революции

Ещё в августе The Washington Post сообщала, что при первых испытаниях иранских БПЛА российские военные столкнулись с рядом сбоев в их работе. 18 октября The New York Times, со ссылкой на неназванных бывших и действующих официальных лиц США, сообщила, что поскольку проблемы продолжались, Иран решил отправить инструкторов из Корпуса стражей исламской революции (КСИР) в Крым. Их развёртывание совпало с активизацией использования иранских беспилотников в ударах по Украине. Ранее о присутствии иранских инструкторов в Крыму также сообщали Центр национального сопротивления при Силах специальных операций Украины, Институт изучения войны и Daily Mirror. По данным украинской стороны, их было не менее 20 и они дислоцировались на Чауде, на Кировском военном аэродроме (Симферополь) и в районе мыса Тарханкут. 21 октября эту информацию подтвердил официальный представитель Государственного департамента США Джон Кёрби. В своём комментарии для журналистов он указал, что «иранцы решили перевезти несколько инструкторов и некоторую техническую поддержку, чтобы помочь русским использовать их с большей летальностью», однако уточнил, что по информации США «иранцы разместили в Крыму инструкторов и техподдержку, но пилотированием занимаются россияне». Позже официальное заявление касательно данного вопроса сделало и Министерство международных дел Канады, в нём говорилось: «Канаде также известно об активной поддержке Ираном зверств России в Украине посредством продажи оружия и предоставления иранских военнослужащих для обучения и оказания помощи российским силам в использовании иранского оружия». 22 октября The Jerusalem Post, ссылаясь на комментарий анонимного украинского чиновника, сообщил о присутствии иранских инструкторов также на территории Херсонской области и гибели 10 из них в результате удара украинских сил. В ноябре секретарь Совета национальной безопасности и обороны Украины Алексей Данилов в интервью The Guardian также заявил об убийстве иранских советников в Крыму и предупредил, что любые другие иранцы на оккупированной территории Украины, поддерживающие вторжение Москвы, также станут мишенью.
По данным, опубликованным Главным управлением разведки Министерства обороны Украины в конце октября, для ознакомления российских военнослужащих с дронами Arash-2 и иранскими ракетами класса «земля — земля» Иран планировал отправить своих военных специалистов в Москву.
Согласно заявлениям одного из бывших лидеров ливанской «Хезболлы» шейха Аббаса аль-Джаухари в интервью «Meduza», это движение, тесно сотрудничающие с Ираном, возможно также направляло в расположение российских войск в Украине группу высококвалифицированных спецназовцев, которые должны были «поближе изучить» современную военную технику.
В феврале 2024 года Главное управление разведки Министерства обороны Украины опубликовало заявление, согласно которому российские солдаты и сирийцы-наёмники проходили обучение на операторов БпЛА Shahed 136 и Ababil-3, а также дистанционно управляемого самолёта Raad, на территории сирийского аэродрома Эш-Шайрат. По его данным подготовкой операторов занимались специалисты из «Хезболлы» и КСИР, а руководил им один из командиров «Хезболлы» — Камаль Абу Садик.

### Помощь в вербовке наёмников

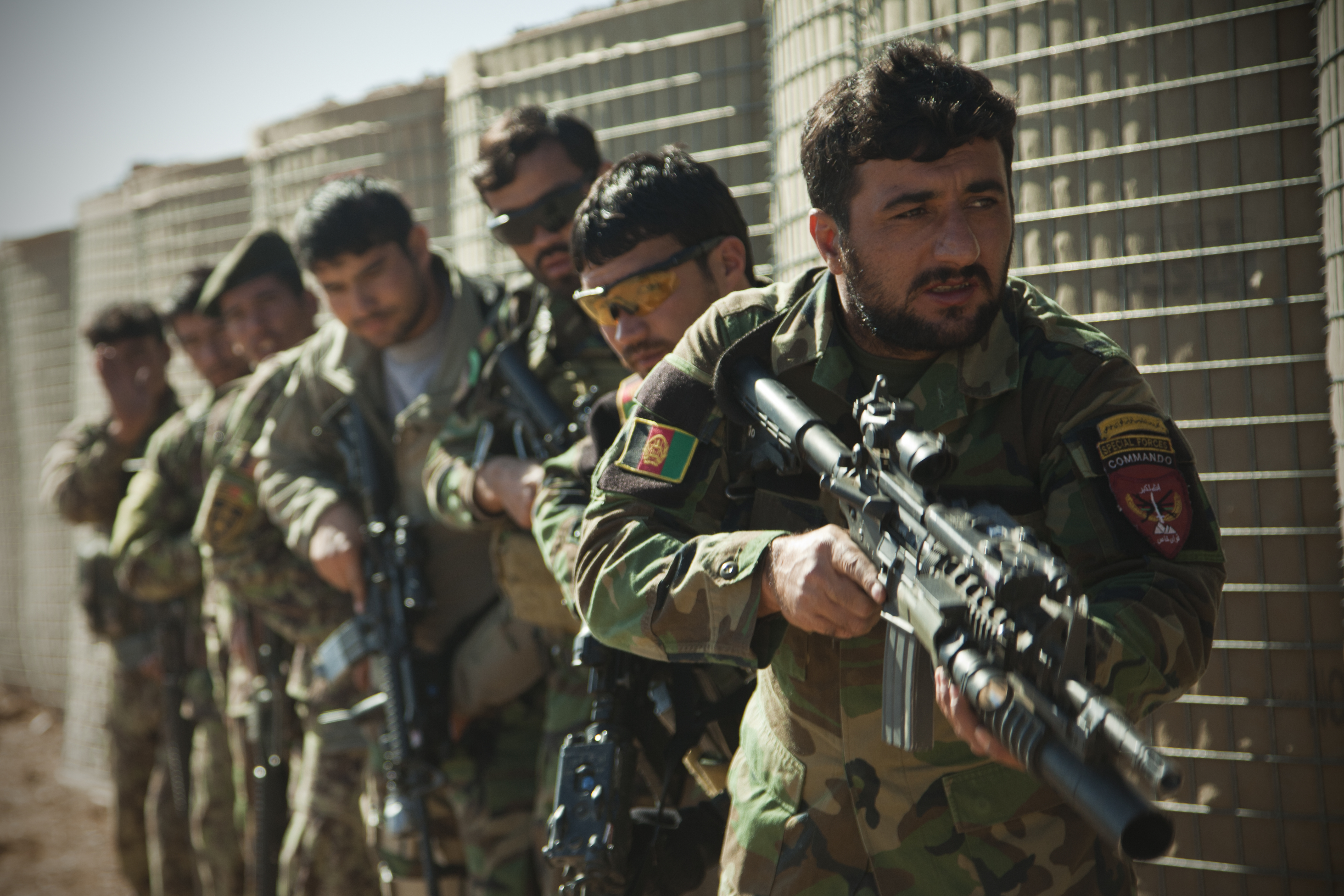
Бойцы Корпуса коммандос Афганской национальной армии в феврале 2013 года

С октября 2022 года начали поступать многочисленные сообщения о том, что Россия начала вербовать бывших коммандос Афганской национальной армии Исламской Республики Афганистан, ранее обученых США и их союзниками. По данным Foreign Policy от 20 000 до 30 000 афганских добровольцев-коммандос остались без работы после захвата власти «Талибаном» в 2021 году. Тогда из Афганистана было эвакуировано всего несколько сотен старших офицеров Корпуса, а тысячи солдат были вынуждены бежать в соседние государства. По данным радио «Свобода» завербованные афганцы присоединяются к ЧВК «Вагнер».
Afghanistan International, ссылаясь на несколько бывших сотрудников афганских сил безопасности, сообщили о том, что вербовкой афганских командос для России занимается Иран. Аналогичные заявления в интервью СМИ сделали бывший командующий Командованием специальных операций Афганистана генерал-лейтенант Фарид Ахмади и Халил Рахман Хаккани, исполняющий обязанности министра по делам беженцев и репатриации в правительстве «Талибана». По данным «Аль-Джазиры» афганские солдаты предпочли бы не сражаться за ЧВК «Вагнер», но их к этому подталкивала вероятность депортации, забота о безопасности своих семей, финансовые проблемы, а также страхи быть убитыми талибами. В то же время Россия предложила им ежемесячное жалованье в размере 1500 долларов США, убежище для них самих и их семей, а по данным Afghanistan International — и российское гражданство.
Ранее Иран уже формировал подразделение из афганцев для участие в войнах в Сирии и Ираке — дивизию «Фатимиюн», численностью около 6000 человек. Однако, по данным источников издания Central.asia-news, вместо использования этого подразделения, состоящего только из шиитов, Ираном, Россией и ЧВК «Вагнер» было принято совместное решение воспользоваться тяжелым положением афганских коммандос, укрывающихся в Иране.
Иран официально отвергал все обвинения в организации вербовки афганских наёмников для России.

### Вопрос выгоды и целей Ирана
По данным, опубликованным Sky News, в обмен на первую партию беспилотников Россия двумя самолётами Ил-76 доставила в Иран 140 миллионов евро наличными и захваченные образцы британской противотанковой управляемой ракеты NLAW, американского переносного противотанкового ракетного комплекса FGM-148 Javelin и американского переносного зенитно-ракетного комплекса FIM-92 Stinger для обратного проектирования. Согласно информации источников CNN, к марту 2023 года правительственные структуры НАТО, США и других стран Запада фиксировали несколько случаев, когда войскам РФ доставались небольшие, переносные виды вооружений, поставляемых Украине союзниками. По предположению источников канала Москва таким образом подталкивала Тегеран продолжать поддержку российского вторжения. Также, в декабре 2022 года один из бывших лидеров ливанской «Хезболлы» шейх Аббас аль-Джаухари рассказал в интервью «Meduza», что это движение, тесно сотрудничающие с Ираном, возможно направило в расположение российских войск в Украине группу высококвалифицированных спецназовцев, которые должны были «поближе изучить» современную военную технику.
Согласно заявлению пресс-секретаря президента США Джо Байдена Карин Жан-Пьер, сделанному ей в конце октября 2022 года, правительство Путина консультировало иранское правительство по «передовым методам» подавления протестов, охвативших Иран в сентябре 2022 года.
По сообщению CNN, ссылающегося на представителей американской разведки, Иран надеялся получить от России материалы для поддержки своей ядерной программы. Иран опасался, что будущая администрация президента США может выйти из ядерной сделки, как это сделала администрация Трампа в 2018 году, поэтому он искал побочную сделку с Россией, которая позволила бы ему быстро восстановить свою ядерную программу, если это необходимо. К аналогичному выводу пришёл и Институт изучения войны. Президент Украины Владимир Зеленский в интервью израильской газете «Гаарец» прямо заявил о том, что в ответ на иранскую помощь Россия поддерживает Тегеран в развитии его ядерной программы. В публикации от 4 ноября CNN отмечал, что в июне Россия отклонила резолюцию, предложенную МАГАТЭ, в которой Иран критиковался за отказ сотрудничать с инспекциями следов урана, обнаруженных на некоторых незадекларированных ядерных объектах в стране, что стало критическим камнем преткновения, способствовавшим срыву переговоров по новой ядерной сделке, и в том же месяце российская делегация начала посещать аэродром в Иране, чтобы осмотреть боевые беспилотники, которые Россия в дальнейшем закупила и начала использовать на Украине.
Журнал Foreign Policy, в свою очередь, предположил, что с помощью беспилотников, применяемых РФ в войне на Украине, Тегеран может рекламировать свою военную промышленность. Также, согласно его публикации, опыт, полученный на поле боя, Иран может использовать для модернизации своих беспилотников и ракет.
Маркус Кайм из исследовательской группы по вопросам политики безопасности берлинского фонда «Наука и политика» (SWP) отмечал, что Иран и Россия считают себя мишенями западных санкций: «Их общий интерес и их общие соображения, таким образом, направлены на то, как они могут подорвать западные санкции». По его мнению, на фоне идеологии «сопротивления доминированию Запада» иранский экспорт вооружений в Россию может стать основой для дальнейшего сотрудничества, в том числе и невоенного характера. Foreign Policy указывал на то, что до вторжения России на Украину цель «сопротивления Западу» Тегеран преследовал, прежде всего, в ближневосточном регионе. Там Иран годами пытался утвердиться как региональное и антизападное государство-гегемон. А война на Украине, дополнительно подогретая иранскими беспилотниками, должна была отвлечь Запад от «противостояния гегемонистским амбициям Ирана на Ближнем Востоке». Эрик Брюер, из организации «Инициатива по изучению ядерной угрозы», предполагал, что для Тегерана подобные действия являются местью за то, что Запад, то есть США, долгое время присутствовал на Ближнем Востоке, то есть в непосредственном соседстве с Ираном. Также по мнению Брюера использование иранских беспилотников являлось предупреждением для США, стран Персидского залива и Израиля: если они нападут на Иран, на примере Украины могут видеть, как он отреагирует.
По оценке Института изучения войны (ISW) запросы о ядерной помощи и признание поставок беспилотников являются индикаторами того, что иранские официальные лица, возможно, намерены более чётко установить двусторонние отношения в области безопасности с Россией, в которых они будут более равноправными партнёрами. Позже эксперты ISW акцентировали внимание на том, что иранские государственные англоязычные СМИ, в отличие от их российских коллег, обнародовали информации о приезде секретаря Совета национальной безопасности России Николая Патрушева в Иран. Этим, по мнению экспертов, иранцы сообщили международной аудитории об усилении сотрудничества между Москвой и Тегераном, а также неявно подчеркнули, что российский чиновник обратился к Ирану за помощью в войне на Украине.
Комментируя Международному французскому радио информацию о строительстве завода иранских БПЛА в Татарстане украинский эксперт Роман Свитан сказал что Иран не очень верит в победу России и, вероятно, поставил для себя две цели:
- выйти из-под санкций, возможных репараций и репутационных исков против Ирана[33];
- распространить своё влияние на некоторые субъекты Российской Федерации на случай её распада. Как схожий пример он указывал постройку аналогичного завода в Таджикистане[33].

## Противодействие участию Ирана в конфликте

### Сил внутри Ирана
2 марта бывший президент Ирана Махмуд Ахмадинежад выразил поддержку народу Украины на своей странице в «Твиттере»: «Великий народ Украины, президент Зеленский. Ваше благородное и почти беспрецедентное сопротивление разоблачило сатанинские планы врагов человечества. Знайте, что великая страна — Иран с вами и восхищается вашим героическим упорством».
2 ноября тридцать пять бывших иранских дипломатов выступили с публичным заявлением, в котором призвали Тегеран объявить о нейтралитете в отношении Украины, заявив, что «вопрос о войне в Украине является серьезной ошибкой в этот исторический момент». Они отметили, что США и ЕС считают, что поставки Ираном оружия в Россию являются нарушением резолюции 2231 Совета Безопасности ООН, запрещающей продажу или покупку иранских беспилотников, что может привести к повторному введению международных санкций ООН. Министерство иностранных дел Ирана осудило сданное заявление, написав в «Твиттере»: «Дипломат не говорит публично ничего, чем воспользуются враги его страны».

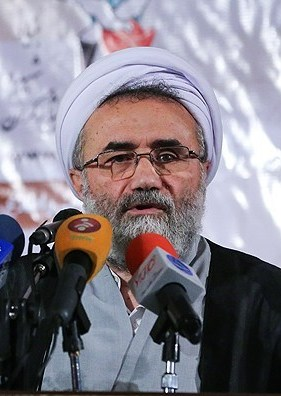
Масих Мохаджери

Консервативный священнослужитель и редактор иранской газеты «Исламский Республиканец» Масих Мохаджери также выступил с критикой действий иранского правительства. На её первой полосе он указал, что иранское правительство должно было иначе отреагировать на действия России: посоветовать стороне, развязавшей войну, то есть России, соблюдать международные правила, запрещающее посягательство на территорию других стран; заявить России в начале войны, что она не имеет права использовать на Украине беспилотники, которые предоставил Иран; поддерживать более тесные отношения с захваченной страной. По его мнению «меньшее, что… Иран мог сделать в войне на Украине, — это сначала провести переговоры с обеими сторонами, сформировав посреднический комитет, чтобы заставить их согласиться на прекращение огня и прекращение войны». Однако он констатировал, что у Ирана «еще есть время изменить политику в отношении войны в Украине» — «Не стоит складывать все яйца в российскую корзину. Этот метод противоречит политике „ни на восток, ни на запад“, которая является ядром внешней политики Исламской Республики Иран». Данные тезисы также подхватили и другие иранские издания.
Бывший посол Ирана в Москве Нематолла Изади заявил: «…похоже, мы поддались операции обмана со стороны России, которая, на мой взгляд, не служит нашим национальным интересам вообще».

### Третьих государств

#### Действия в юридическом поле
Санкции
- Соединённые Штаты Америки 8 сентября 2022 года ввели санкции против группы иранских граждан и компаний, причастных к производству дронов и поставкам вооружений в Россию: Safiran Airport Services, Paravar Pars, DAMA, Baharestan Kish и её управляющего директора Рехматоллы Хейдари[47].
- 20 октября Европейский союз и Великобритания ввели санкции против компании Shahed Aviation Industries и троих иранских военных чиновников — начальника штаба Вооруженных сил Ирана генерал-майора Мохаммада Хоссейни Багери, командующего Аэрокосмическим корпусом Стражей исламской революции Саеда Агаджани и ответственного за логистику в иранском Минобороны Ходжатолы Гореиши[48][49]. 26 октября к санкциям ЕС присоединились Албания, Босния и Герцеговина, Исландия, Лихтенштейн, Норвегия, Северная Македония, Украина и Черногория[50], 2 ноября их поддержала Швейцария[51].
- 14 ноября Европейский союз ввёл санкции против Воздушно-космических сил Корпуса стражей исламской революции, Qods Aviation Industries, командующего Корпусом стражей исламской революции Хоссейна Салами и командующего ВКС КСИР Амира-Али Хаджизаде[52]. Позже к этим санкциям также присоединились Албания, Босния и Герцеговина, Исландия, Лихтенштейн, Норвегия, Северная Македония, Украина, Черногория[53] и Швейцария[54].
- 15 ноября США дополнительно ввели санкции против иранского исследовательского центра Shahed Aviation Industries — разработчика и производителя БПЛА серии Shahed, а также компании Success Aviation Services FZC и i Jet Global DMCC, которых они считают ответственными за транспортировку оружия в Россию. Кроме того, американские санкции были введены против Аббаса Джума и Тиграна Срабионова, через которых, по сведениям Вашингтона, иранские дроны получала российская ЧВК Вагнера[55].
- 16 ноября Канада ввела санкции против 6 физических и 2 юридических лиц из Ирана, среди которых: Shahed Aviation Industries, Qods Aviation Industries, Сейед Яхья Сафави, Сейед Ходжатолла Курейши, Саид Агаджани, Али Азади[56].
- 3 декабря она внесла в санкционные списки ещё 4 человек и 5 организаций, в том числе Safiran Airport Services — иранскую коммерческую и грузовую авиакомпанию, «координировавшую полеты российских военных самолетов между Ираном и Россией, через которые иранский режим переправлял смертоносные беспилотные летательные аппараты (БПЛА), произведенные в Иране», а также дочернюю компанию Кооперативного фонда Корпуса стражей исламской революции (КСИР) Baharestan Kish Company[57].
- 10 декабря Австралия ввела дополнительные адресные финансовые санкции в отношении 3 иранцев и 1 иранского предприятия за поставку беспилотников в Россию для использования их против Украины[58].
- 12 декабря Европейский союз ввёл санкции против 4 физических и 4 юридических лиц из Ирана за подрыв или угрозу территориальной целостности суверенитета и независимости Украины[59]. Позже к этим санкциям также присоединились Албания, Босния и Герцеговина, Исландия, Лихтенштейн, Норвегия, Северная Македония, Украина, Черногория[60] и Швейцария[61]
- 13 декабря Великобритания ввела санкции против иранских бизнесменов, участвующих в производстве и поставке военных беспилотников, которые использовались в этих атаках[62].
- 6 января 2023 года США ввели санкции против 6 представителей руководства и членов совета директоров иранской компании Qods Aviation Industries (QAI)[63].
- 30 января Европейский союз ввёл санкции против Iran Aircraft Manufacturing Industrial Company, которая производит БПЛА, использющиеся Россией в ходе полномасштабной войны против Украины[64]. Албания, Босния и Герцеговина, Исландия, Лихтенштейн, Норвегия, Северная Македония, Украина и Черногория также присоединились к ним[65]
- 31 января США ввели санкции против 7 иранских структур, связанных с производством дронов, которые Россия использует при атаках на Украине. Среди них: компания MADO, компания Paravar и предприятие Shahed Aviation Industries[66].
- 31 января Австралия ввела санкции против 4 иранских лиц и 4 организаций, причастных к поставкам беспилотников в Россию для использования в агрессии против Украины[67].
- 3 февраля США ввели санкции против 8 высокопоставленных чиновников иранского производителя беспилотников Paravar Pars[68].
- 15 февраля Новая Зеландия ввела санкции против 8 иранских физических и юридических лиц, связанных с войной России против Украины, включая главу отдела снабжения, исследований и промышленности министерства обороны и материально-технического обеспечения вооруженных сил Ирана, командующего ВВС Ирана и компании, ответственные за производство беспилотников[69].
- 25 февраля Европейский союз ввёл санкции против 4 иранцев и 7 иранских предприятий[70]. К ним присоединилась Швейцария[71] и Новрегия[72].
- 9 марта США ввели санкции против китайских Koto Machinery, Raven, Guilin Alpha, S&C Trade и Caspro за предоставление или попытку предоставления финансовой, материальной, технологической или иной поддержки или товаров или услуг в поддержку иранскому производителю дронов HESA[73].
- 18 марта Украина ввела санкции против 300 физических и 141 юридического лица. Среди попавших в санкционный перечень физических лиц сотни граждан РФ, командующие иранской армии, а также президент, премьер-министр и глава МИД Сирии[74].
- 20 марта Австралия ввела санкции против 13 иранских граждан и 1 организации за производство и поставку дронов России[75].
- 21 марта США ввели санкции в отношении 4 организаций и 3 граждан Ирана и Турции, обвинив их в причастности к закупке оборудования, в том числе двигателей из Европы для производства иранских беспилотников и других видов вооружений[76].
- 27 марта Канада ввела санкции против 8 физических и 2 юридических лиц из Ирана[77].
- 19 апреля США включили в санкционный список 1 физическое и 6 юридических лиц из Ирана, Малайзии, Гонконга и КНР, действовавших в рамках международной сети PASNA[78].
- 22 апреля Украина ввела санкции против 40 физических лиц, включая граждан РФ, Швейцарии, Ирана и Республики Мали[79].
- 3 мая Канада ввела санкции против 1 организации и 9 физических лиц из Ирана[80].
- 23 июня Европейский союз ввёл санкции против 3 иранских производителей дронов[81]. Также к ним присоединилась Швейцария[82].

Другие действия
18 октября министр иностранных дел Украины Дмитрий Кулеба внес на рассмотрение президента Украины предложение о разрыве дипломатических отношений с Ираном.
22 октября Украина, Германия, США, Великобритания и Франция призвали Организацию Объединённых Наций провести расследование использования Россией иранских ударных беспилотников в ходе войны на Украине, в связи с вероятным нарушением резолюции Совета Безопасности ООН, принятой в связи с ядерной программой Ирана. Россия выступила категорически против участия Секретариата ООН в расследовании и заявила, что оно может начаться только по решению Совета безопасности. По словам представителя России в ООН Василия Небензи, в случае начала расследования Россия «может пересмотреть весь комплекс своих отношений с Секретариатом ООН». Иран также выступил против данной инициативы.
15 ноября спецпредставитель США по Ирану Роберт Мэлли заявил, что подавление протестов в Иране и продажа беспилотников России сместили фокус внимания Вашингтона с возобновления соглашения по ядерной программе Тегерана.
20 ноября глава Штаба национальной безопасности Израиля Эяль Хулата предостерег Россию от закупок иранских баллистических ракет. Он заявил, что если это случится, Израиль начнет поставки высокоточных ракет Украине. Также, по данным израильского общественного телеканала «Кан 11», МИД Израиля выразил России свой протест в связи с поставками иранских дронов.

#### Практические действия
По данным ряда СМИ и SOHR Военно-воздушные силы Израиля в июле, сентябре и октябре 2022 года нанесли удары по заводам вблизи Дамаска, собиравшим иранские дроны. По данным СМИ, также был уничтожен запас БПЛА, возможно, предназначенных для поставок РФ.
Согласно информации, опубликованной The New York Times 12 октября, «с недавнего времени» Израиль начал снабжать Вооружённые силы Украины разведданными об иранских беспилотниках. Также, по данным The Times of Israel, через Польшу военным израильским оборонным подрядчиком украинским военным стали поставляться системы борьбы с дронами. 19 октября министр обороны Израиля Бени Ганц заявил, что израильтяне решили помочь украинцам усовершенствовать систему предупреждения о ракетном нападении.